# Ири-Хор

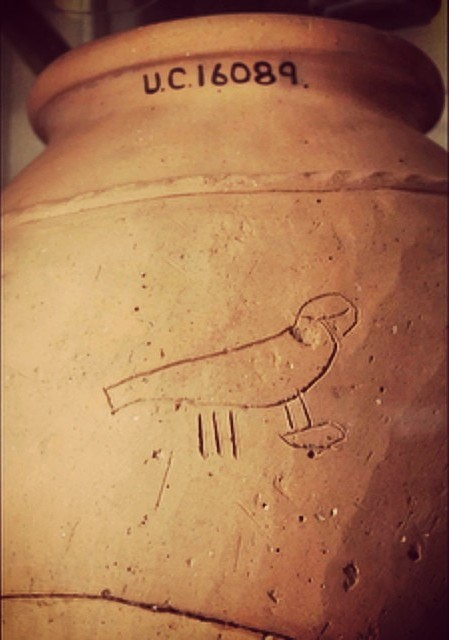
Серек фараона Ири-Хора, написанный на глиняной вазе.

Ири-Хор (или Ро / Ра) переводится как «Связанный с Хором» или «Товарищ Хора» — додинастический фараон Древнего Египта, правивший около 3000 до н. э. (Накада IIIB), хотя некоторые археологи выражают сомнение в его существовании.
Он был предшественником фараона Ка.
Ири-Хор правил в Абидосе и был похоронен на местном некрополе около Умм эль-Кааба (гробница В1 — В2), рядом с Ка, Нармером, и другими фараонами I династии. Его имя известно из грубо выцарапанных надписей на сосудах.

## Артефакты
Существует 27 памятников, найденных археологами, относящихся ко времени правления Ири-Хора.
- 1. Имя Ири-Хор из городского района в Иераконполе (?).
- 2 — 10. Памятники, найденные Флиндерсом Питри и Джеймсом Квибеллом на Абидоском некрополе в Умм эль-Каабе в гробнице В1. Хранятся в музее Эшмола, UCL (?).
- 11 — 18. Памятники, найденные немецкими археологами в гробнице В 2. Хранятся в Абидосе. Один из памятников содержит приписку рядом с именем Ири-Хора о налоге (возможно мясом), взятом с Нижнего Египта, это самое первое известие о налогообложении в Древнем Египте.
- 19. Памятник, найденный также Флиндерсом Питри при раскопках «Некрополя — В».
- 21. Памятник, найденный в Мишнат абу-Омар (Дельта Нила), Ири-Хор или Хор-Аха (?), знак в серехе неясен. Хранится в Каирском музее.
- 22 — 25. Памятники, найденные в Умм Эль-Кааб (Абидос), в 90-х годах.
- 26 — 27. Винные сосуды с именем Ири-Хора, найденные в Телль Эль-Фаркха, восточная Дельта.